# 에르나니스
안데르송 에르나니스 지 카르발류 비아나 리마(포르투갈어: Anderson Hernanes de Carvalho Andrade Lima, 1985년 5월 29일 ~ )는 에르나니스로 불리는 브라질의 축구 선수로서, 포지션은 미드필더이다. 현재 스포르트 헤시피에서 활약하고 있다.

## 축구인 경력

### 선수 경력
2001년부터 브라질의 명문 클럽 상파울루의 유소년 팀에 몸담았고 2005년 1군 팀에 합류하였다. 2007년부터 전국 리그인 브라질 세리 A 베스트 11에 2009년까지 3년 연속으로 이름을 올렸고 특히 2008년엔 최우수 선수에 선정되었다.
2010년 8월 6일 라치오와 5년 계약을 체결하였다. 볼로냐와의 리그 경기에서 세리에 A 데뷔골을 터뜨린 것을 시작으로 데뷔 시즌 리그 36경기에 출전하여 11골을 기록하는 준수한 활약을 펼쳤다.
2014년 1월 31일 에르나네스는4년 6개월 1800만 유로로 인테르나치오날레로 이적 하였다.